# Mecànica quàntica relativista
En física, la mecànica quàntica relativista (RQM) és qualsevol formulació covariant de Poincaré de la mecànica quàntica (QM). Aquesta teoria és aplicable a partícules massives que es propaguen a totes les velocitats fins a les comparables a la velocitat de la llum c, i pot acomodar partícules sense massa. La teoria té aplicació en física d'altes energies, física de partícules i física d'acceleradors, així com en física atòmica, química i física de la matèria condensada. La mecànica quàntica no relativista fa referència a la formulació matemàtica de la mecànica quàntica aplicada en el context de la relativitat galileana, més específicament quantificant les equacions de la mecànica clàssica substituint les variables dinàmiques per operadors. La mecànica quàntica relativista (RQM) és la mecànica quàntica aplicada amb la relativitat especial. Encara que les formulacions anteriors, com la imatge de Schrödinger i la imatge d'Heisenberg, es van formular originalment en un rerefons no relativista, algunes d'elles (per exemple, el formalisme de Dirac o de la trajectòria integral) també funcionen amb la relativitat especial.
Les característiques clau comunes a tots els RQM inclouen: la predicció de l'antimatèria, els moments magnètics de gir de l'espí elemental 1⁄2 fermions, estructura fina i dinàmica quàntica de partícules carregades en camps electromagnètics. El resultat clau és l'equació de Dirac, de la qual aquestes prediccions sorgeixen automàticament. Per contra, en la mecànica quàntica no relativista, els termes s'han d'introduir artificialment a l'operador hamiltonià per aconseguir un acord amb les observacions experimentals.
El RQM més reeixit (i més utilitzat) és la teoria quàntica relativista de camps (QFT), en què les partícules elementals s'interpreten com a quants de camp. Una conseqüència única de QFT que s'ha provat amb altres RQM és el fracàs en la conservació del nombre de partícules, per exemple en la creació i l'aniquilació de la matèria.
En aquest article, les equacions s'escriuen en notació de càlcul vectorial 3D familiar i utilitzen barrets per als operadors (no necessàriament a la literatura), i on es poden recollir components d'espai i temps, també es mostra la notació d'índex tensor (utilitzada freqüentment a la literatura), a més s'utilitza la convenció de suma d'Einstein. Les unitats SI s'utilitzen aquí; Les unitats gaussianes i les unitats naturals són alternatives comunes. Totes les equacions estan en la representació de posició; per a la representació del moment, les equacions han de ser transformades de Fourier; vegeu la posició i l'espai del moment.

## Combinant la relativitat especial i la mecànica quàntica
Un enfocament és modificar la imatge de Schrödinger perquè sigui coherent amb la relativitat especial.
Un postulat de la mecànica quàntica és que l'evolució temporal de qualsevol sistema quàntic ve donada per l'equació de Schrödinger:
{\displaystyle i\hbar {\frac {\partial }{\partial t}}\psi ={\hat {H}}\psi }
utilitzant un operador hamiltonià adequat Ĥ corresponent al sistema. La solució és una funció d'ona de valor complex ψ(r, t), una funció del vector de posició 3D r de la partícula en el temps t, que descriu el comportament del sistema.
Cada partícula té un nombre quàntic d'espín no negatiu s . El nombre 2s és un nombre enter, senar per als fermions i parell per als bosons. Cada s té 2s + 1 z -projecció de nombres quàntics; σ = s, s − 1, ..., −s + 1, −s. Aquesta és una variable discreta addicional que requereix la funció d'ona; ψ(r, t, σ).